# Okres Žilina
Žilina is een district (Slowaaks: Okres) in de Slowaakse regio Žilina. De hoofdstad is Žilina. Het district bestaat uit 3 steden (Slowaaks: Mesto) en 50 gemeenten (Slowaaks: Obec).

## Steden
- Rajec
- Rajecké Teplice
- Žilina

## Lijst van gemeenten
| - Belá - Bitarová - Brezany - Čičmany - Divina - Divinka - Dlhé Pole - Dolná Tižina - Dolný Hričov - Ďurčiná - Fačkov - Gbeľany - Horný Hričov - Hôrky - Hričovské Podhradie - Jasenové - Kamenná Poruba | - Kľače - Konská - Kotrčiná Lúčka - Krasňany - Kunerad - Lietava - Lietavská Lúčka - Lietavská Svinná-Babkov - Lutiše - Lysica - Malá Čierna - Mojš - Nededza - Nezbudská Lúčka - Ovčiarsko - Paština Závada - Podhorie | - Porúbka - Rajecká Lesná - Rosina - Stránske - Stráňavy - Stráža - Strečno - Svederník - Šuja - Teplička nad Váhom - Terchová - Turie - Varín - Veľká Čierna - Višňové - Zbyňov |

Okres Bytča · Okres Čadca · Okres Dolný Kubín · Okres Kysucké Nové Mesto · Okres Liptovský Mikuláš · Okres Martin · Okres Námestovo · Okres Ružomberok · Okres Turčianske Teplice · Okres Tvrdošín · Okres Žilina